# Melanagromyza verdata
Melanagromyza verdata är en tvåvingeart som beskrevs av Spencer 1961. Melanagromyza verdata ingår i släktet Melanagromyza och familjen minerarflugor. Inga underarter finns listade i Catalogue of Life.